# Zamach w Szah Hassan Chan
Zamach samobójczy w Szah Hassan Chan miał miejsce 1 stycznia 2010 roku w Pakistanie, podczas meczu siatkarskiego w wiosce Szach Hassan Chan, oddalonej o około 30 km od miasta Lakki Marwat. Zamachowiec-samobójca wjechał samochodem wyładowanym materiałami wybuchowymi w tłum gapiów obserwujących mecz, a następnie wysadził pojazd w powietrze. Początkowo informowano o około 40 ofiarach śmiertelnych, z czasem lokalne media podały, że zginęło ponad 70 osób. Ze względu na brak lekarzy, rannych musiano transportować do odległego Lakki Marwat. Ostateczny bilans sięgnął 99 ofiar. Według świadków na miejscu znajdował się także drugi samochód, którego kierowca uciekł po eksplozji.
Wioska Szach Hassan Chan leży przy granicy z Afganistanem, w powiecie Bannu, obok Południowego Waziristanu. W październiku 2009 do Waziristanu wkroczyło wojsko, w celu pokonania talibów, którzy w ostatnich latach prowadzili działania terrorystyczne na tym terenie. Wioska stawiała opór rebeliantom powiązanym z talibami i Al-Kaidą. Według miejscowych władz jej mieszkańcy utworzyli zbrojną milicję do walki z rebeliantami.
Powiat Bannu, gdzie zamach miał miejsce, został zabezpieczony przez wojsko jesienią. Ogłoszono go strefą bezpieczną i wolną od talibów. W odpowiedzi na ofensywę armii na tych terenach talibowie przeprowadzili szereg zamachów w całym Pakistanie, w których od października zginęło około 600 osób.